# Eugène Goussard
Pour les articles homonymes, voir Goussard.
Eugène Goussard (1820-1884) est un avocat et haut-fonctionnaire français. 

## Biographie
Il occupe les fonctions de secrétaire général du Conseil d’Etat du 13 février 1867 au 15 septembre 1870, date où le gouvernement de la Défense nationale supprime le Conseil. 
Élu conseiller d'État en juillet 1872 par l'Assemblée nationale, il occupe les fonctions de président de la section des finances jusqu'au 30 juillet 1879, date à laquelle il démissionne pour protester contre l'épuration du Conseil d’État par les républicains.